# Jimmy Mariano
Jaime L. Mariano, detto Jimmy (Malabon, 19 marzo 1942), è un ex cestista e allenatore di pallacanestro filippino.

## Carriera
Con le Filippine ha disputato due edizioni dei Giochi olimpici (1968, 1972) e i Campionati del mondo del 1974.